# 氷川神社 (戸田市)
氷川神社（ひかわじんじゃ）は、埼玉県戸田市の神社。

## 歴史
1382年（永徳2年）に創建された。当地を治める戸田城の城主桃井直和が自らの武運長久を祈るため、大宮の氷川神社から分霊を勧請して創建した。直和が創建した多福院が別当寺であった。
1873年（明治6年）、近代社格制度に基づく「村社」に列せられ、1907年（明治40年）の神社合祀により、周辺の4神社が合祀された。
なお、当地は弥生時代から古墳時代前期にかけての弥生墳丘墓（方形周溝墓）が百基以上が発見されており、太古の昔から多くの人が住んでいたことが窺える。

## 文化財
- 上戸田氷川神社の力石及び旧羽黒山句碑・石造物（戸田市指定文化財 令和3年3月19日指定）[2]

## 交通アクセス
- 戸田公園駅より徒歩10分。